# UEFA Women's Champions League 2019-2020
La UEFA Women's Champions League 2019-2020 è stata la diciannovesima edizione del campionato europeo di calcio femminile per club. Il torneo è iniziato il 7 agosto 2019 e si sarebbe dovuto concludere il 24 maggio 2020 con la finale prevista al Franz Horr Stadion di Vienna, in Austria.
La competizione è stata ufficialmente sospesa dalla UEFA il 17 marzo 2020 a causa della pandemia di COVID-19 in Europa. La finale, inizialmente fissata per il 24 maggio 2020, è stata ufficialmente posticipata il 23 marzo 2020. La riorganizzazione delle partite da disputare per chiudere il torneo è stata affidata a un gruppo di lavoro della UEFA.
Il 17 giugno 2020 il Comitato Esecutivo UEFA ha comunicato il nuovo format, calendario e sedi per i turni rimanenti per completare la competizione sospesa nel mese di marzo. È stato deciso che tutte le rimanenti partite vengano disputate come un torneo a eliminazione diretta in gara unica dal 21 al 30 agosto 2020 allo stadio di San Mamés di Bilbao e allo stadio di Anoeta di San Sebastián, in Spagna. La finale, prevista il 30 agosto, è stata disputata allo stadio di Anoeta di San Sebastián.
L'Olympique Lione ha vinto il trofeo per la settima volta nella sua storia, la quinta consecutiva, battendo in finale il Wolfsburg. Con questo risultato ha eguagliato il record di vittorie consecutive, stabilito a livello maschile dal Real Madrid tra le stagioni 1955-1956 e 1959-1960.

## Formato
Partecipano al torneo 2019-2020 un totale di 62 squadre provenienti da 50 diverse federazioni affiliate alla UEFA, risultando essere l'edizione col maggior numero di squadre partecipanti. Il coefficiente UEFA viene utilizzato per determinare il numero di partecipanti per ogni federazione:
- Le federazioni alle posizioni di classifica dalla numero 1 alla numero 12 hanno il diritto di iscrizione di due squadre.
- Tutte le altre federazioni hanno la facoltà di iscrivere una sola squadra alla fase di qualificazione.
- La vincitrice dell'edizione 2018-2019 acquisisce di diritto di iscrizione anche se nella stagione nazionale 2018-2019 non è riuscita a qualificarsi per il torneo. Dato che l'Olympique Lione ha vinto la stagione di Division 1 Féminine 2018-2019, questa regola non si è applicata.

## Ranking
Per l'edizione 2019-2020 della UEFA Women's Champions League, alle squadre sono assegnati posti in base al loro coefficiente all'anno 2018, il quale tiene conto delle loro prestazioni in competizioni europee dalla stagione 2013-2014 a quella 2017-2018.
| Pos. | Federazione     | Coeff. | Sq. |
| ---- | --------------- | ------ | --- |
| 1    | Germania        | 83,000 | 2   |
| 2    | Francia         | 78,000 | 2   |
| 3    | Inghilterra     | 59,000 | 2   |
| 4    | Svezia          | 59,000 | 2   |
| 5    | Spagna          | 49,000 | 2   |
| 6    | Danimarca       | 36,500 | 2   |
| 7    | Repubblica Ceca | 35,000 | 2   |
| 8    | Italia          | 34,500 | 2   |
| 9    | Svizzera        | 33,000 | 2   |
| 10   | Russia          | 31,500 | 2   |
| 11   | Scozia          | 25,500 | 2   |
| 12   | Austria         | 25,500 | 2   |
| 13   | Paesi Bassi     | 25,000 | 1   |
| 14   | Kazakistan      | 24,000 | 1   |
| 15   | Norvegia        | 24,000 | 1   |
| 16   | Islanda         | 21,000 | 1   |
| 17   | Polonia         | 20,000 | 1   |
| 18   | Lituania        | 19,000 | 1   |
| 19   | Cipro           | 18,000 | 1   |

| Pos. | Federazione          | Coeff. | Sq. |
| ---- | -------------------- | ------ | --- |
| 20   | Serbia               | 14,500 | 1   |
| 21   | Turchia              | 13,000 | 1   |
| 22   | Belgio               | 12,500 | 1   |
| 23   | Bielorussia          | 12,000 | 1   |
| 24   | Romania              | 12,000 | 1   |
| 25   | Ungheria             | 12,000 | 1   |
| 26   | Bosnia ed Erzegovina | 11,000 | 1   |
| 27   | Portogallo           | 10,500 | 1   |
| 28   | Slovenia             | 10,000 | 1   |
| 29   | Grecia               | 9,500  | 1   |
| 30   | Finlandia            | 9,500  | 1   |
| 31   | Ucraina              | 9,000  | 1   |
| 32   | Croazia              | 8,500  | 1   |
| 33   | Irlanda              | 8,500  | 1   |
| 34   | Estonia              | 6,500  | 1   |
| 35   | Israele              | 6,000  | 1   |
| 36   | Bulgaria             | 5,000  | 1   |
| 38   | Albania              | 3,500  | 1   |

| Pos. | Federazione        | Coeff. | Sq.  |
| ---- | ------------------ | ------ | ---- |
| 38   | Slovacchia         | 3,500  | 1    |
| 39   | Fær Øer            | 3,000  | 1    |
| 40   | Montenegro         | 2,000  | 1    |
| 41   | Galles             | 2,000  | 1    |
| 42   | Irlanda del Nord   | 2,000  | 1    |
| 43   | Kosovo             | 1,000  | 1    |
| 44   | Lettonia           | 1,000  | 1    |
| 45   | Moldavia           | 0,500  | 1    |
| 46   | Malta              | 0,500  | 1    |
| 47   | Macedonia del Nord | 0,000  | 1    |
| 48   | Lussemburgo        | 0,000  | 1    |
| 49   | Georgia            | 0,000  | 1    |
| (NP) | Armenia            | 0,000  | 1    |
| (NP) | Andorra            | 0,000  | (NI) |
| (NP) | Azerbaigian        | 0,000  | (NI) |
| (NP) | Gibilterra         | 0,000  | (NI) |
| (NP) | Liechtenstein      | 0,000  | (NI) |
| (NP) | San Marino         | 0,000  | (NI) |

Legenda:
- (NI) - Non partecipa
- (NP) - Nessuna posizione (l'associazione non ha partecipato alle cinque stagioni utilizzate per il calcolo dei coefficienti)

## Squadre partecipanti
La seguente lista contiene le squadre qualificate per il torneo e che competeranno per l'edizione in corso. Con DT si è indicata la detentrice del titolo, con CN la squadra campione nazionale, con 2ª la seconda classificata. L'Armenia torna a iscrivere la squadra campione nazionale per la prima volta dall'edizione inaugurale 2001-2002.
| Sedicesimi di finale    | Sedicesimi di finale  | Sedicesimi di finale        | Sedicesimi di finale      |
| ----------------------- | --------------------- | --------------------------- | ------------------------- |
| Wolfsburg (CN)          | Bayern Monaco (2ª)    | Olympique Lione (CN) (DT)   | Paris Saint-Germain (2ª)  |
| Arsenal (CN)            | Manchester City (2ª)  | Piteå IF (CN)               | Kopparbergs/Göteborg (2ª) |
| Atlético Madrid (CN)    | Barcellona (2ª)       | Brøndby (CN)                | Fortuna Hjørring (2ª)     |
| Sparta Praga (CN)       | Slavia Praga (2ª)     | Juventus (CN)               | Fiorentina (2ª)           |
| Zurigo (CN)             | Lugano 1976 (2ª)      | Rjazan'-VDV (CN)            | Čertanovo (2ª)            |
| Glasgow City (CN)       | St. Pölten (CN)       |                             |                           |
| Fase di qualificazione  |                       |                             |                           |
| Hibernian (2ª)          | Sturm Graz (2ª)       | Twente (CN)                 | BIIK Kazygurt (CN)        |
| LSK Kvinner (CN)        | Breiðablik (CN)       | Górnik Łęczna (CN)          | Gintra Universitetas (CN) |
| Apollōn Lemesou (CN)    | Spartak Subotica (CN) | Beşiktaş (CN)               | Anderlecht (CN)           |
| FK Minsk (CN)           | U Olimpia Cluj (CN)   | Ferencváros (CN)            | SFK 2000 (CN)             |
| Braga (CN)              | Pomurje (CN)          | PAOK (2ª)                   | PK-35 Vantaa (CN)         |
| Žytlobud-1 Charkiv (CN) | Spalato (CN)          | Wexford Youths (CN)         | Flora Tallinn (CN)        |
| ASA Tel Aviv (CN)       | NSA Sofia (CN)        | Vllaznia (CN)               | Slovan Bratislava (CN)    |
| EB/Streymur/Skála (CN)  | Breznica (CN)         | Cardiff Metropolitan (CN)   | Linfield Ladies (CN)      |
| Mitrovica (CN)          | Rīgas FS (CN)         | Agarista-ȘS Anenii Noi (CN) | Birkirkara (CN)           |
| Dragon 2014 (CN)        | Bettembourg (CN)      | Nike Tbilisi (CN)           | Alaškert (CN)             |

## Turni e sorteggi
La UEFA ha fissato il calendario della competizione e gli abbinamenti che saranno necessari nello svolgersi del torneo nella sua sede di Nyon, Svizzera.
| Turno          | Sorteggio         | Andata                                              | Ritorno                                             |
| -------------- | ----------------- | --------------------------------------------------- | --------------------------------------------------- |
| Qualificazioni | 21 giugno 2019    | 7-10-13 agosto 2019                                 | 7-10-13 agosto 2019                                 |
| Sedicesimi     | 16 agosto 2019    | 11-12 settembre 2019                                | 25-26 settembre 2019                                |
| Ottavi         | 30 settembre 2019 | 16-17 ottobre 2019                                  | 30-31 ottobre 2019                                  |
| Quarti         | 8 novembre 2019   | 21-22 agosto 2020                                   | 21-22 agosto 2020                                   |
| Semifinali     | 8 novembre 2019   | 25-26 agosto 2020                                   | 25-26 agosto 2020                                   |
| Finale         | 8 novembre 2019   | 30 agosto 2020 alla stadio di Anoeta, San Sebastián | 30 agosto 2020 alla stadio di Anoeta, San Sebastián |

## Qualificazioni
Il sorteggio per il turno di qualificazione si è tenuto il 21 giugno 2019. Le 40 squadre che partecipano ai preliminari sono state divise in quattro fasce da dieci per il sorteggio in base al coefficiente UEFA del club, il quale tiene conto delle prestazioni nelle competizioni europee dalla stagione 2013-2014 alla 2017-2018 più il 33% del valore del coefficiente assegnato alla federazione nello stesso intervallo di tempo. In ogni gruppo, le squadre giocano una contro l'altra in un mini-torneo all'italiana con le teste di serie preselezionate. Le dieci vincitrici dei gironi acquisiscono il diritto di accedere ai sedicesimi di finale.
In caso di parità di punti tra due o più squadre di uno stesso gruppo, le posizioni in classifica verranno determinate prendendo in considerazione, nell'ordine, i seguenti criteri:
1. maggiore numero di punti negli scontri diretti tra le squadre interessate (classifica avulsa);
2. migliore differenza reti negli scontri diretti tra le squadre interessate (classifica avulsa);
3. maggiore numero di reti segnate negli scontri diretti tra le squadre interessate (classifica avulsa);
4. se, dopo aver applicato i criteri dall'1 al 3, ci sono squadre ancora in parità di punti, i criteri dall'1 al 3 si riapplicano alle sole squadre in questione. Se continua a persistere la parità, si procede con i criteri dal 5 al 9;
5. migliore differenza reti;
6. maggiore numero di reti segnate;
7. calci di rigore se le due squadre sono a parità di punti al termine dell'ultima giornata;
8. classifica del fair play;
9. posizione nel ranking UEFA.

N.B. Nella dicitura dei gironi viene indicata in corsivo la squadra ospitante.

### Gruppo 1
| Pos | Squadra      | Pt | G | V | N | P | GF | GS | DR  |
| --- | ------------ | -- | - | - | - | - | -- | -- | --- |
| 1.  | Breiðablik   | 9  | 3 | 3 | 0 | 0 | 18 | 2  | +16 |
| 2.  | SFK 2000     | 6  | 3 | 2 | 0 | 1 | 7  | 3  | +4  |
| 3.  | ASA Tel Aviv | 3  | 3 | 1 | 0 | 2 | 8  | 5  | +3  |
| 4.  | Dragon 2014  | 0  | 3 | 0 | 0 | 3 | 0  | 23 | -23 |

|              | SFK   | BRE   | ASA   | DRA    |
| ------------ | ----- | ----- | ----- | ------ |
| SFK 2000     |       |       | 1 - 0 | 5 - 0  |
| Breiðablik   | 3 - 1 |       |       | 11 - 0 |
| ASA Tel Aviv |       | 1 - 4 |       |        |
| Dragon 2014  |       |       | 0 - 7 |        |

### Gruppo 2
| Pos | Squadra        | Pt | G | V | N | P | GF | GS | DR |
| --- | -------------- | -- | - | - | - | - | -- | -- | -- |
| 1.  | Mitrovica      | 9  | 3 | 3 | 0 | 0 | 5  | 1  | +4 |
| 2.  | Breznica       | 4  | 3 | 1 | 1 | 1 | 7  | 7  | 0  |
| 3.  | U Olimpia Cluj | 3  | 3 | 1 | 0 | 2 | 6  | 7  | -1 |
| 4.  | NSA Sofia      | 1  | 3 | 0 | 1 | 2 | 6  | 9  | -3 |

|              | OLI   | NSA   | BRE   | MIT   |
| ------------ | ----- | ----- | ----- | ----- |
| Olimpia Cluj |       |       | 2 - 3 | 1 - 2 |
| NSA Sofia    | 2 - 3 |       |       | 0 - 2 |
| Breznica     |       | 4 - 4 |       |       |
| Mitrovica    |       |       | 1 - 0 |       |

### Gruppo 3
| Pos | Squadra              | Pt | G | V | N | P | GF | GS | DR  |
| --- | -------------------- | -- | - | - | - | - | -- | -- | --- |
| 1.  | Hibernian            | 9  | 3 | 3 | 0 | 0 | 7  | 2  | +5  |
| 2.  | Cardiff Metropolitan | 6  | 3 | 2 | 0 | 1 | 7  | 3  | +4  |
| 3.  | Pomurje              | 3  | 3 | 1 | 0 | 2 | 5  | 3  | +2  |
| 4.  | Nike Tbilisi         | 0  | 3 | 0 | 0 | 3 | 1  | 12 | -11 |

|                      | HIB   | POM   | CAM   | NIK   |
| -------------------- | ----- | ----- | ----- | ----- |
| Hibernian            |       |       | 2 - 1 | 3 - 0 |
| Pomurje              | 1 - 2 |       |       | 4 - 0 |
| Cardiff Metropolitan |       | 1 - 0 |       |       |
| Nike Tbilisi         |       |       | 1 - 5 |       |

### Gruppo 4
| Pos | Squadra            | Pt | G | V | N | P | GF | GS | DR  |
| --- | ------------------ | -- | - | - | - | - | -- | -- | --- |
| 1.  | FK Minsk           | 9  | 3 | 3 | 0 | 0 | 16 | 1  | +15 |
| 2.  | Žytlobud-1 Charkiv | 6  | 3 | 2 | 0 | 1 | 9  | 4  | +5  |
| 3.  | Spalato            | 3  | 3 | 1 | 0 | 2 | 10 | 7  | +3  |
| 4.  | Bettembourg        | 0  | 3 | 0 | 0 | 3 | 2  | 25 | -23 |

|                    | MIN   | ŽYC   | SPL   | BET    |
| ------------------ | ----- | ----- | ----- | ------ |
| Minsk              |       |       | 2 - 1 | 12 - 0 |
| Žytlobud-1 Charkiv | 0 - 2 |       |       | 6 - 0  |
| Spalato            |       | 2 - 3 |       |        |
| Bettembourg        |       |       | 2 - 7 |        |

### Gruppo 5
| Pos | Squadra                | Pt | G | V | N | P | GF | GS | DR  |
| --- | ---------------------- | -- | - | - | - | - | -- | -- | --- |
| 1.  | Spartak Subotica       | 7  | 3 | 2 | 1 | 0 | 21 | 2  | +19 |
| 2.  | Ferencváros            | 7  | 3 | 2 | 1 | 0 | 7  | 3  | +4  |
| 3.  | Slovan Bratislava      | 3  | 3 | 1 | 0 | 2 | 2  | 10 | -8  |
| 4.  | Agarista-ȘS Anenii Noi | 0  | 3 | 0 | 0 | 3 | 0  | 15 | -15 |

|                        | SPS   | FRE   | SLB   | AGA    |
| ---------------------- | ----- | ----- | ----- | ------ |
| Spartak Subotica       |       |       | 7 - 0 | 12 - 0 |
| Ferencváros            | 2 - 2 |       |       | 2 - 0  |
| Slovan Bratislava      |       | 1 - 3 |       |        |
| Agarista-ȘS Anenii Noi |       |       | 0 - 1 |        |

### Gruppo 6
| Pos | Squadra           | Pt | G | V | N | P | GF | GS | DR  |
| --- | ----------------- | -- | - | - | - | - | -- | -- | --- |
| 1.  | BIIK Kazygurt     | 9  | 3 | 3 | 0 | 0 | 15 | 1  | +14 |
| 2.  | PK-35 Vantaa      | 6  | 3 | 2 | 0 | 1 | 9  | 6  | +3  |
| 3.  | Flora Tallinn     | 3  | 3 | 1 | 0 | 2 | 4  | 5  | -1  |
| 4.  | EB/Streymur/Skála | 0  | 3 | 0 | 0 | 3 | 0  | 16 | -16 |

|                   | BIK   | PKV   | FLO   | ESS   |
| ----------------- | ----- | ----- | ----- | ----- |
| BIIK Kazygurt     |       |       | 2 - 0 | 9 - 0 |
| PK-35 Vantaa      | 1 - 4 |       |       | 5 - 0 |
| Flora             |       | 2 - 3 |       |       |
| EB/Streymur/Skála |       |       | 0 - 2 |       |

### Gruppo 7
| Pos | Squadra         | Pt | G | V | N | P | GF | GS | DR  |
| --- | --------------- | -- | - | - | - | - | -- | -- | --- |
| 1.  | Braga           | 9  | 3 | 3 | 0 | 0 | 11 | 0  | +11 |
| 2.  | Apollōn Lemesou | 6  | 3 | 2 | 0 | 1 | 17 | 3  | +14 |
| 3.  | Sturm Graz      | 3  | 3 | 1 | 0 | 2 | 6  | 9  | -3  |
| 4.  | Rīgas FS        | 0  | 3 | 0 | 0 | 3 | 0  | 22 | -22 |

|                  | APO   | STU   | SPB   | RĪG    |
| ---------------- | ----- | ----- | ----- | ------ |
| Apollon Limassol |       |       | 0 - 1 | 10 - 0 |
| Sturm Graz       | 2 - 7 |       |       | 4 - 0  |
| Sporting Braga   |       | 2 - 0 |       |        |
| Rīgas FS         |       |       | 0 - 8 |        |

### Gruppo 8
| Pos | Squadra         | Pt | G | V | N | P | GF | GS | DR |
| --- | --------------- | -- | - | - | - | - | -- | -- | -- |
| 1.  | Anderlecht      | 9  | 3 | 3 | 0 | 0 | 11 | 3  | +8 |
| 2.  | LSK Kvinner     | 6  | 3 | 2 | 0 | 1 | 7  | 3  | +4 |
| 3.  | Linfield Ladies | 3  | 3 | 1 | 0 | 2 | 4  | 9  | -5 |
| 4.  | PAOK            | 0  | 3 | 0 | 0 | 3 | 2  | 9  | -7 |

|             | LIL   | PAO   | AND   | LIN   |
| ----------- | ----- | ----- | ----- | ----- |
| LSK Kvinner |       |       | 2 - 3 | 4 - 0 |
| PAOK        | 0 - 1 |       |       | 2 - 3 |
| Anderlecht  |       | 5 - 0 |       |       |
| Linfield    |       |       | 1 - 3 |       |

### Gruppo 9
| Pos | Squadra       | Pt | G | V | N | P | GF | GS | DR  |
| --- | ------------- | -- | - | - | - | - | -- | -- | --- |
| 1.  | Twente        | 7  | 3 | 2 | 1 | 0 | 12 | 2  | +10 |
| 2.  | Beşiktaş      | 5  | 3 | 1 | 2 | 0 | 6  | 3  | +3  |
| 3.  | Górnik Łęczna | 4  | 3 | 1 | 1 | 1 | 14 | 3  | +11 |
| 4.  | Alaškert      | 0  | 3 | 0 | 0 | 3 | 0  | 24 | -24 |

|               | TWE   | GÓŁ   | BEȘ   | ALA    |
| ------------- | ----- | ----- | ----- | ------ |
| Twente        |       |       | 2 - 2 | 8 - 0  |
| Górnik Łęczna | 0 - 2 |       |       | 13 - 0 |
| Beşiktaş      |       | 1 - 1 |       |        |
| Alaškert      |       |       | 0 - 3 |        |

### Gruppo 10
| Pos | Squadra              | Pt | G | V | N | P | GF | GS | DR |
| --- | -------------------- | -- | - | - | - | - | -- | -- | -- |
| 1.  | Vllaznia             | 7  | 3 | 2 | 1 | 0 | 5  | 2  | +3 |
| 2.  | Wexford Youths       | 6  | 3 | 2 | 0 | 1 | 10 | 6  | +4 |
| 3.  | Gintra Universitetas | 4  | 3 | 1 | 1 | 1 | 3  | 3  | 0  |
| 4.  | Birkirkara           | 0  | 3 | 0 | 0 | 3 | 2  | 9  | -7 |

|                      | GIN   | VLL   | WEX   | BIR   |
| -------------------- | ----- | ----- | ----- | ----- |
| Gintra Universitetas |       |       | 1 - 2 | 1 - 0 |
| Vllaznia             | 1 - 1 |       |       | 1 - 0 |
| Wexford Youths       |       | 1 - 3 |       |       |
| Birkirkara           |       |       | 2 - 7 |       |

## Fase a eliminazione diretta
Alla fase a eliminazione diretta partecipano 32 squadre, di cui 20 squadre qualificate direttamente ai sedicesimi e le 12 squadre qualificatesi dal turno preliminare. Le fasce per il sorteggio vengono composte in base al coefficiente UEFA dei club. Nei sedicesimi e negli ottavi di finale non possono essere accoppiate squadre dello stesso Paese. In questa fase le squadre si affrontano in partite di andata e ritorno, eccetto che nella finale.
Teste di serie:
- Olympique Lione (129,865) (DT)
- Wolfsburg (112,575)
- Paris Saint-Germain (99,865)
- Barcellona (91,160)
- Bayern Monaco (67,575)
- Slavia Praga (59,870)
- Manchester City (59,655)
- Brøndby (50,045)
- Fortuna Hjørring (47,045)
- Zurigo (44,230)
- BIIK Kazygurt (34,580)
- Glasgow City (34,085)
- Atlético Madrid (33,160)
- Sparta Praga (32,870)
- Twente (26,900)
- Fiorentina (26,890)

Non teste di serie:
- St. Pölten (20,270)
- Spartak Subotica (17,955)
- Arsenal (17,655)
- Piteå IF (17,655)
- Kopparbergs/Göteborg (17,655)
- FK Minsk (16,625)
- Juventus (14,890)
- Rjazan'-VDV (14,580)
- Hibernian (13,085)
- Breiðablik (10,930)
- Lugano 1976 (10,230)
- Čertanovo (8,580)
- Vllaznia (7,315)
- Anderlecht (5,465)
- Braga (3,630)
- Mitrovica (0,330)

### Sedicesimi di finale
Il sorteggio degli accoppiamenti per i sedicesimi si è tenuto a Nyon il 16 agosto 2019. L'andata si è disputata l'11-12 settembre 2019, mentre il ritorno si è disputato il 25-26 settembre 2019.
| Squadra 1            | Totale      | Squadra 2           | Andata | Ritorno |
| -------------------- | ----------- | ------------------- | ------ | ------- |
| Juventus             | 1 - 4       | Barcellona          | 0 - 2  | 1 - 2   |
| Hibernian            | 2 - 9       | Slavia Praga        | 1 - 4  | 1 - 5   |
| Spartak Subotica     | 3 - 4       | Atlético Madrid     | 2 - 3  | 1 - 1   |
| Braga                | 0 - 7       | Paris Saint-Germain | 0 - 7  | 0 - 0   |
| Vllaznia             | 0 - 3       | Fortuna Hjørring    | 0 - 1  | 0 - 2   |
| Čertanovo            | 1 - 5       | Glasgow City        | 0 - 1  | 1 - 4   |
| Rjazan'-VDV          | 0 - 16      | Olympique Lione     | 0 - 9  | 0 - 7   |
| Fiorentina           | 0 - 6       | Arsenal             | 0 - 4  | 0 - 2   |
| Kopparbergs/Göteborg | 2 - 2 (gfc) | Bayern Monaco       | 1 - 2  | 1 - 0   |
| St. Pölten           | 4 - 5       | Twente              | 2 - 4  | 2 - 1   |
| Anderlecht           | 1 - 3       | BIIK Kazygurt       | 1 - 1  | 0 - 2   |
| Breiðablik           | 4 - 2       | Sparta Praga        | 3 - 2  | 1 - 0   |
| Mitrovica            | 0 - 15      | Wolfsburg           | 0 - 10 | 0 - 5   |
| Piteå IF             | 1 - 2       | Brøndby             | 0 - 1  | 1 - 1   |
| Lugano 1976          | 1 - 11      | Manchester City     | 1 - 7  | 0 - 4   |
| FK Minsk             | 4 - 1       | Zurigo              | 1 - 0  | 3 - 1   |

### Ottavi di finale
Il sorteggio degli accoppiamenti per gli ottavi di finale si è tenuto a Nyon il 30 settembre 2019. L'andata si è disputata il 16-17 ottobre 2019, mentre il ritorno si è disputato il 30-31 ottobre 2019.
| Squadra 1        | Totale          | Squadra 2           | Andata | Ritorno     |
| ---------------- | --------------- | ------------------- | ------ | ----------- |
| Brøndby          | 2 - 2 (1-3 dtr) | Glasgow City        | 0 - 2  | 2 - 0 (dts) |
| Barcellona       | 8 - 1           | FK Minsk            | 5 - 0  | 3 - 1       |
| BIIK Kazygurt    | 0 - 7           | Bayern Monaco       | 0 - 5  | 0 - 2       |
| Fortuna Hjørring | 0 - 11          | Olympique Lione     | 0 - 4  | 0 - 7       |
| Breiðablik       | 1 - 7           | Paris Saint-Germain | 0 - 4  | 1 - 3       |
| Wolfsburg        | 7 - 0           | Twente              | 6 - 0  | 1 - 0       |
| Slavia Praga     | 2 - 13          | Arsenal             | 2 - 5  | 0 - 8       |
| Manchester City  | 2 - 3           | Atlético Madrid     | 1 - 1  | 1 - 2       |

### Quarti di finale
Il sorteggio degli accoppiamenti per i quarti di finale si è tenuto a Nyon l'8 novembre 2019. L'andata era inizialmente prevista per il 24-25 marzo 2020, mentre il ritorno per l'1-2 aprile 2020, successivamente rinviate a causa della pandemia di COVID-19 in Europa. I quarti di finale sono stati riprogrammati per il 21-22 agosto 2020 e disputati in gara unica a Bilbao e a San Sebastián.
| Squadra 1       | Risultato | Squadra 2           |
| --------------- | --------- | ------------------- |
| Atlético Madrid | 0 - 1     | Barcellona          |
| Olympique Lione | 2 - 1     | Bayern Monaco       |
| Glasgow City    | 1 - 9     | Wolfsburg           |
| Arsenal         | 1 - 2     | Paris Saint-Germain |

### Semifinali
Il sorteggio degli accoppiamenti per le semifinali si è tenuto a Nyon l'8 novembre 2019. L'andata era inizialmente prevista per il 25-26 aprile 2020, mentre il ritorno per il 2-3 maggio 2020, successivamente rinviate a causa della pandemia di COVID-19 in Europa. Le semifinali sono state riprogrammate per il 25-26 agosto 2020 e disputate in gara unica a Bilbao e a San Sebastián.
| Squadra 1           | Risultato | Squadra 2       |
| ------------------- | --------- | --------------- |
| Paris Saint-Germain | 0 - 1     | Olympique Lione |
| Wolfsburg           | 1 - 0     | Barcellona      |

### Finale
| Arbitro: | Esther Staubli |

|          |           |                                             |
| Popp 58’ | Marcatori | 25’ Le Sommer 44’ Kumagai 88’ Gunnarsdóttir |